# Cold Spring (gravadora)
Cold Spring é uma editora inglesa gerida por Justin Mitchell com base em Northamptonshire, Inglaterra especializada em todas as formas musicais extremas, como o Dark Ambient, Darkwave, Neofolk, Música Orquestral, Noise music, Death Industrial e a electrónica obscura da Rússia, Japão, China, Polónia, etc.
Mitchell que trabalhou tem tempos para o grupo artístico e oculto dos anos oitenta, "Thee Temple Of Psychic Youth" dos quais entraram membros de bandas como Psychic TV, Current 93, Soft Cell and the Human League entre outros conhecidos. Ao estar envolvido neste tipo de música, Mitchell enveredou pelos campos do experimentalismo e da música electrónica, envolvendo-se neste mercado específico criando aassim a CS.